# Ermetism (literatură)
Ermetism (din italiană ermetismo) sau Hermetism (din franceză hermetisme) este un termen consacrat în critica literară, aplicat adesea unor realități total diferite. În timp, a dus la confuzii, studiile critice și dicționarele literare conținând interpretări diverse și contradictorii.
În context românesc s-au impus două transliterări ale acestui termen: ermetism (cum îl utilizează cel mai ermetic poet român Ion Barbu sau criticii literari Eugen Lovinescu, Tudor Vianu, Șerban Cioculescu sau Marian Papahagi) și hermetism în studiile despre poezia barbiană ale lui George Călinescu, Perpessicius, Nicolae Manolescu, Marin Mincu.
Având în vedere că în franceză cuvântul „hermetisme” începe cu un „h mut” și că se pronunță cu „e” inițial, varianta de transcriere „hermetism” este într-o oarecare măsură forțată, putând chiar induce la confuzia cu doctrina antică a hermetismului. De aceea, pare preferabilă utilizarea cuvântului în forma sa barbiană - ermetism.

## Definiție
Ermetismul este o tendință în literatură, devenită curent literar, cu precădere după Primul Război Mondial, mai ales în poezie, caracterizată prin folosirea deliberată, uneori cu ostentație, a unui limbaj excesiv intelectualizat, obscur, dificil, criptic, adesea ininteligibil, considerat ermetic.
În poezie, ermetismul se manifestă ca o tendință de încifrare a comunicării lirice într-un spirit ezoteric. Simbolismul ocult, expresia sibilinică, transcenderea verbului prin investirea sa cu virtuți de magie contribuind toate la a da versului o notă de obscuritate enigmatică, definesc poezia ermetică într-un sens care o face să nu poată fi limitată la o singură epocă a istoriei literare.
Ermetismul califică tot ceea ce implică un înțeles ascuns ce poate fi revelat numai prin inițiere. În poezie, ermetismul se manifestă prin încifrarea discursului liric într-un spirit ezoteric. Un rol important în cristalizarea noțiunii de poezie ermetică l-au avut poeții francezi Stéphane Mallarmé și Paul Valéry.
În literatura română, Ion Barbu apare ca primul poet ermetic, în ipostaza sa ultimă de adept al „frumosului necontingent”, cu versurile absconse din ciclurile Uvedenrode și Joc secund. Ermetismul său, nu numai al imitatorilor săi, este mai mult de natură filologică. Lucian Blaga considera că toată poezia modernistă de factură ermetică nu este decât o încercare de constituire a unui „surogat de mister” după ce creatorii contemporani au pierdut contactul cu marile și adevăratele mistere.